# مردگان (فیلم ۱۹۸۷)
مردگان (انگلیسی: The Dead) فیلمی در ژانر درام به کارگردانی جان هیوستون است که در سال ۱۹۸۷ منتشر شد. از بازیگران آن می‌توان به آنجلیکا هیوستون، کالم مینی و دن اوهرلیهی اشاره کرد.